# Hanspeter Kyburz
Hanspeter Kyburz (ur. 8 lipca 1960 w Lagos) – współczesny kompozytor pochodzenia szwajcarskiego łączący w swojej twórczości muzykę współczesną z elektroniką.
W 1980 rozpoczął studiowanie kompozycji, najpierw w Grazu u A. Dobrowolskiego i Gösty Neuwirth, potem w latach 1982–1990 u Gösty Neuwirth i Franca Michaela Beyera. Później studiował na Universität der Künste w Berlinie i u Hansa Zendera we Frankfurcie. W 1990 zdobył nagrodę Borisa Blachera i wygrał konkurs Cité Internationale des Arts (1990/91) w Paryżu.
1 sierpnia 2006 Simon Rattle i Filharmonicy Berlińscy wykonali po raz pierwszy dzieło zatytułowane Noesis. Koncert ten był częścią londyńskich koncertów promenadowych w Royal Albert Hall.

## Twórczość
- Malstrom, SWR-SO Baden-Baden & Freiburg/Zender
- The Voynich Cipher Manuscript, Sudfunk-Chor Stuttgart/Klangforum Wien/Huber
- Parts, Klangforum Wien/Rundel
- Cells; Danse aveugle pour six instruments (1997)
- Double Points Plus
- A travers (1999)
- Noesis (2001–2003)